# Alvarães (Amazonas)
Alvarães, amtlich Município de Alvarães, ist eine brasilianische Gemeinde im Bundesstaat Amazonas mit 2024 geschätzten 16.670 Einwohnern.

## Lage und Verkehrsanbindung
Die Gemeinde liegt am mittleren Rio Solimões, 531 km flussaufwärts von Manaus, zwischen Tefé und Uarini. Auf dem Gebiet der Gemeinde befinden sich vier  Terras Indígenas und ein Teil des Schutzgebietes Floresta Nacional de Tefé. Erreichbar ist der Ort nur per Schiff oder per Flugzeug über den Regionalflughafen von Tefé.

## Klima
Die Stadt hat tropisches Regenwaldklima, Af nach der Klimaklassifikation nach Köppen und Geiger. Die Durchschnittstemperatur ist 26,0 °C. Die Niederschlagsmenge liegt im Schnitt bei 2911 mm im Jahr.

## Geschichte
Die Geschichte von Alvarães steht in engen Zusammenhang mit der Geschichte von Tefé. 1920 war es, noch mit dem Namen Caiçara, ein Distrikt von Tefé. Im Jahr 1943 wurde dann der Distrikt Caiçara in Alvarães umbenannt. Erst im Jahr 1981 wurde Alvarães dann aus Tefé ausgegliedert und zum eigenständigen Munizip ernannt.

## Bevölkerung
Nach der Zählung von 2010 lebten auf dem Gebiet der Gemeinde 14.088 Menschen, 7887 davon im urbanen Bereich, 6201 im ländlichen Bereich. 10.396 definierten sich als Farbige, 1757 als Weiße, 843 als Schwarze, 55 als Asiaten und 1016 als Indigene. 6283 Menschen waren unter 14 Jahre alt, 2976 zwischen 15 und 25. Dabei liegt die Zahl für die Altersgruppen zwischen 0 und 14 Jahren über doppelt so hoch wie für die Altersgruppe von 15 bis 24 Jahre.
Die mit Abstand größte Terra Indígena ist die TI Marajaí, die von 543 Angehörigen der Ethnie Matsés bewohnt wird. In den drei weiteren TIs leben (Stand 2014) 131 Angehörige der Ethnien Kambeba, Karapanã, Miranha, Mura und Witoto.

## Wirtschaft
Im Jahr 2019 betrug das BIP 12.221 Real pro Kopf. 778 Personen oder 4,8 % der Bevölkerung waren als beschäftigt gemeldet. Landwirtschaft ist der größte Wirtschaftszweig mit einem Anteil von 60,8 Millionen Real, gefolgt von Dienstleistungen mit 31,2 Millionen Real und Industrie mit 10,7 Millionen Real. Der größte Einzelposten sind staatliche Leistungen wie Verwaltung, Bildung und öffentliche Gesundheit mit 89,9 Millionen Real.

### Landwirtschaft
Die wichtigsten Produkte der Landwirtschaft sind Maniok (16 Millionen Real), Acai (1,2 Millionen Real) und Wassermelonen (836.412 Real). Dazu werden Mais, Bananen und Ananas kommerziell angebaut.